# James Quibell
James Edward Quibell (Newport, 11 november 1867 - 5 juni 1935) was een Britse egyptoloog.
Quibell werd geboren in Newport, Shropshire. Hij trouwde in 1900 met de Schotse kunstenares en archeologe Annie Abernethie Pirie.
Na zijn schooltijd aan de Adams' Grammar School in Newport studeerde hij aan het Christ Church College te Oxford. Daar raakte hij gefascineerd door de oudheid en bood zichzelf aan als leerling bij professor Flinders Petrie. Met deze werkte hij in 1893 bij Koptos, en vervolgens in opeenvolgende jaren in Naqada, Ballas, Thebe, El Kab, het Ramesseum en Hierakonpolis (het oude Nechen), waar zijn team naast andere ontdekkingen in 1898 het Narmerpalet vond. Ook hielp hij Cecil Firth bij diens opgravingen in Saqqara, 
Na zes maanden studie aan de Humboldtuniversiteit te Berlijn werd Quibell benoemd tot lid van de Cataloguscommissie van het Egyptisch Museum te Caïro, en in 1899 als inspecteur bij de staf van de Service des Antiquités, met Howard Carter als collega. Tussen 1899 en 1904 was Quibell hoofdinspecteur van oudheden voor de Delta en Midden-Egypte. Later, tussen 1904 en 1905, werd hij aangesteld als hoofdinspecteur in Saqqara, in de Vallei der Koningen, waar hij in 1905 het graf van Joeja en Toeja ontdekte. 
Tussen 1914 en 1923 was hij directeur van het museum van Cairo, en tot 1925 secretaris-generaal van de Service des Antiquités. Tussen 1931 en 1935 diende hij als hoofd der opgravingen bij de Piramide van Djoser.
- Gemeinsame Normdatei: 116318287
- International Standard Name Identifier: 0000 0001 2127 0104
- Library of Congress Control Number: n50050543
- Nationale bibliotheek van Australië: 35804598
- Nationale Bibliotheek van Israël: 987007277057805171
- Nederlandse Thesaurus van Auteursnamen: 122253280
- LIBRIS: 324447
- Système universitaire de documentation: 071654135
- Trove: 1095079
- Virtual International Authority File: 32745474
- WorldCat: E39PBJdcxxFcgQ4K6yvw9RY3wC